# 리차 말리에타
리차 말리에타(Licia Maglietta, 1954년 11월 16일 ~ )는 이탈리아의 배우이다. 2000년 영화 《빵과 튤립》으로 다비드 디 도나텔로상 여우주연상, 나스트로 디아르젠토 여우주연상을 수상했다.

## 출연 작품
- 아가타와 폭풍 (2004)
- 빵과 튤립 (2000)
- 방문하는 사람 (1995)
- 나폴리 수학자의 죽음 (1992)